# Waltheof II., Earl of Northumbria
Waltheof (* 1050; † 31. Mai 1076) war Earl of Northumbria und der letzte angelsächsische Earl. Darüber hinaus war er der einzige Aristokrat, der zur Zeit des Königs Wilhelm der Eroberer hingerichtet wurde. Er war von großer Körperkraft, gleichzeitig aber charakterlich schwach und unzuverlässig, und wird als fromm und mildtätig beschrieben.
Um 1065 bekam er den Grafentitel Earl of the Honour of Huntingdon and Northampton, mit dem er Northamptonshire und Huntingdonshire regierte. Nach der Schlacht von Hastings (1066) unterwarf er sich dem neuen König und wurde im Gegenzug in seinen Ämtern und seinem Besitz bestätigt.
Als der dänische König Sven Estridsson 1069 in Nordengland einfiel, schlossen sich Waltheof und Edgar Ætheling dessen Angriff auf York an. Als die Dänen das Land 1070 wieder verließen, unterwarf sich Waltheof erneut, und wurde daraufhin in seiner Grafschaft auch wieder eingesetzt. Eine Heirat mit Wilhelms Nichte Judith von Lens sollte die Verbindung sichern. 1072 wurde er zum Earl of Northampton ernannt.
1075 schloss sich Waltheof dem Aufstand der Grafen gegen Wilhelm an, verlor aber bald den Mut. Er offenbarte sich erst Lanfrank von Bec, dem Erzbischof von Canterbury, und später dann auch Wilhelm, der zu dieser Zeit in der Normandie war. Gemeinsam mit dem König kehrte er nach England zurück, wo er dann aber verhaftet und zwei Mal vor den königlichen Gerichtshof gestellt wurde. Waltheof wurde zum Tode verurteilt und am 31. Mai 1076 auf dem St. Giles’s Hill bei Winchester geköpft.
Die Angelsachsen betrachteten ihn in der Folge als Märtyrer, an dessen Grab in Croyland Abbey Wunder geschehen sollten.

## Familie
Waltheof war ein Sohn von Siward, Earl von Northumbria und der Ælflaeda, einer Tochter des Ealdred, Earl von Bernicia und Enkelin des Uhtred, Earl von Northumbria. Im Jahr 1070 heiratete er Judith von Lens, Tochter von Lambert von Boulogne, Graf von Lens, und Adelheid, einer Schwester Wilhelms. Das Paar bekam drei Töchter, von denen die älteste, Maud, in zweiter Ehe den schottischen König David I. heiratete und dadurch die Grafschaft Huntingdon an das schottische Königshaus brachte. Einer von Waltheofs Enkeln war Waltheof von Melrose, der gewählte, aber vom König abgelehnte Erzbischof von York.